# Fanfare St. Joseph (Pey)
Fanfare St. Joseph Pey is sinds 1910 een Nederlands fanfareorkest uit Pey (Limburg) in de gemeente Echt-Susteren dat diverse muzikale successen heeft geboekt.

## Geschiedenis
De initiatiefnemers voor de oprichting van een fanfare in het kerkdorp Pey waren de heren L. van Neer, J.H. Collee, Jac Turlings, G.J.J. Otten, P. v.d. Brekel en K. Roubroeks. Voor het bestuur werd ook de kapelaan Stassen gekozen. Op 9 maart 1910 werd het door het bestuur ontworpen reglement vastgesteld. Voor de fanfare was het opluisteren van alle wereldlijke en kerkelijke gebeurtenissen in de gemeenschap een vanzelfsprekendheid. Ook werden er serenades gebracht bij belangrijke persoonlijke gebeurtenissen.
De fanfare werd ontving de Eremedaille van Verdiensten in opdracht koningin en de Eremedaille Groot Formaat van de toenmalige gemeente Echt.
Muzikaal behaalde in 1966 en 1973 het landskampioenschap in de afdeling van de Federatie van Katholieke Muziekbonden in Nederland (FKM). Daarnaast nam de fanfare deel in 1970 en 1978 aan het Wereld Muziek Concours in Kerkrade.

## Tegenwoordig
De vereniging beschikt over een jeugdfanfare en het grote fanfareorkest. In 2009 telde de fanfare in totaliteit 109 leden, waaronder zowel musicerende leden als niet-musicerende leden. Dat jaar telde het jeugdorkest 35 leden, die repeteren onder leiding van dirigent Dennis Close. Organisatorisch beschikt de fanfare over een bestuur en een aantal commissies die zich richten op: organisatie Caeciliafeest (Caeciliacommissie), donateursactie (zogenaamde DAS-commissie), organisatie activiteiten (FPP-commissie), instrumentenbeheer, muzikale zaken, interne nieuwsbrief, opleiding, papier (organisatie papierinzameling), restauratie, (concert)reizen, uniformen, "vastelaovendj"/carnaval.
Door regelmatige compositieopdrachten zet zich dit orkest voor de vernieuwing van het fanfare-repertoire in. De laatste compositieopdracht was het werk Rubicon in 2006, dat gecomponeerd werd door de Belgische componist Bert Appermont. Tijdens de deelname aan het LBM Bondsconcours ondernam de fanfare een combi-optreden met de popband Reincarnatus.

## Dirigenten
De eerste dirigent was Leo van Neer (medeoprichter van de fanfare), opgevolgd door Sniekers, De Pauw sr., De Pauw jr., Jean Cuypers, Mathijs Scheffer, Jos Stoffels, Sjef Ficker, Mark Prils, Frank Steeghs en de huidige dirigent Guido Swelsen.
- 1910-1928 Leo van Neer
- 1928-1931 J.M. Sniekers
- 1931-1943 Gustaaf de Pauw
- 1945-1949 Désiré de Pauw
- 1949-1961 Jean Cuypers
- 1961-1986 Mathijs Scheffer
- 1986-1996 Jos Stoffels
- 1996-2000 Sjef Ficker
- 2000-2011 Mark Prils
- 2011-2023 Frank Steeghs
- 2023-heden Guido Swelsen

## Muzikale successen
De stabiliteit van St. Joseph komt tot uitdrukking in de vele muzikale hoogtepunten die in de voorbije honderd jaren werden behaald. Hierbij valt te denken aan overwinningen tijdens concoursen in Terwinselen Kerkrade (1921), Hoensbroek (1927), Rotterdam (1938) en na de oorlog het concours in het Noord-Hollandse Heiloo (1951). Onder leiding van dirigent Jean Cuypers, die uit de eigen gelederen naar voren kwam, won fanfare St. Joseph het concours van Heiloo en daarmee werd promotie een feit. St Joseph Pey musiceert bijna 60 jaar onafgebroken in de huidige eerste divisie. In die 60 jaar nam de Peyer fanfare 20 keer aan een concours deel. Drie landskampioenschappen, verschillende Limburgse titels, deelnames aan diverse edities van het WMC en winnaar van verschillende muziektoernooien, waaronder het ‘Hoogoventoernooi’ in Heemskerk, het ‘KRO toernooi’ en ‘Fanfare 1990’ in Rotterdam, heeft de Peyer fanfare op haar muzikaal curriculum staan. Ook de optredens voor radio en tv mogen niet onvermeld blijven. De vijftiger jaren waren voor de fanfare de moeilijkste periode. Notulen uit die tijd doen verslag van felle discussies over de toekomstvisie. Uiteindelijke nam de ‘jongere garde’ onder leiding van de nieuwe voorzitter Jac Turlings het roer in 1961 over, samen met het nieuwe bestuur. De eveneens nieuw aangetrokken dirigent Mathijs Scheffer leidde St. Joseph van het ene naar het andere muzikale hoogtepunt. De prestaties leidden ertoe dat fanfare in 1975 de erepenning van verdienste van de koningin kreeg toegekend. De fanfare is tevens in het bezit van de Zilveren Legpenning van de gemeente Echt.